# ۹۲۸ (قمری)
۹۲۸ (قمری)، نهصد و بیست و هشتمین سال در گاهشماری هجری قمری است. اول محرم این سال برابر با یازدهم دسامبر سال ۱۵۲۱ میلادی است.